# اسکات بروکس
اسکات بروکس (انگلیسی: Scott Brooks؛ زادهٔ ۳۱ ژوئیهٔ ۱۹۶۵) بازیکن بسکتبال اهل ایالات متحده آمریکا است.
وی همچنین برندهٔ جوایزی همچون جایزه مربی سال ان‌بی‌ای شده‌است.
از باشگاه‌هایی که در آن بازی کرده‌است می‌توان به فیلادلفیا سونتی‌سیکسرز، ساکرامنتو کینگز، هیوستون راکتس، اکلاهما سیتی تاندر، دالاس ماوریکس، سیاتل سوپرسانیکس، نیویورک نیکس، دنور ناگتس، مینه‌سوتا تیمبرولوز، و کلیولند کاوالیرز اشاره کرد.